# هوانغ تشاو (لاعب كرة الريشة)
هوانغ تشاو (بالصينية: 黄超) هو لاعب كرة الريشة صيني، ولد في 30 يونيو 1992 في خوبي في الصين.

## وصلات خارجية
- هوانغ تشاو على موقع BWF.tournamentsoftware.com (الإنجليزية)
- هوانغ تشاو على موقع BWFbadminton.com (الإنجليزية)
- هوانغ تشاو على موقع أوليمبيديا (الإنجليزية)
- هوانغ تشاو على موقع اتحاد ألعاب الكومنولث (مؤرشف) (الإنجليزية)